# Kambove
Kambove – miasto w południowej części Demokratycznej Republiki Konga, w prowincji Górna Katanga, położone ok. 20 km na zachód od miasta Likasi. Liczy 36,7 tys. mieszkańców. Region Kambove słynie z kopalni i przetwarzania kobaltu.  
W Kambove urodziła się włoska lekarka i polityk Cécile Kyenge.